# Stepan Gawrilowitsch Malygin
Stepan Gawrilowitsch (Grigorjewitsch) Malygin (russisch Степан Гаврилович (Григорьевич) Малыгин; * im 17. Jahrhundert; † 1764 in Kasan, Russisches Kaiserreich) war ein russischer Polarforscher und Autor des ersten Navigationshandbuchs in russischer Sprache. Während der Zweiten Kamtschatkaexpedition (auch Große Nordische Expedition genannt) leitete er die Westabteilung und kartierte die Küste Russlands zwischen der Insel Dolgi und der Mündung des Ob.

## Leben
Das Geburtsdatum Stepan Malygins ist nicht bekannt. Ab 1711 besuchte er die Moskauer Schule für Mathematik und Navigation (russ. Школа математических и навигацких наук) und war 1712 in der Arithmetikklasse Henry Fargwarsons (1674–1739). 1717 schloss er seine Studien ab und wurde Gardemarin in der Baltischen Flotte. In den darauffolgenden Jahren fuhr er auf verschiedenen Schiffen in der Ostsee und der Barentssee und wurde 1728 zum Leutnant befördert. 1731 reichte er bei der Russischen Akademie der Wissenschaften das erste Navigationshandbuch in russischer Sprache ein. Der Schweizer Mathematiker Leonhard Euler, Mitglied der Akademie, begutachtete das Werk und konstatierte, dass alle Probleme richtig behandelt würden und das Büchlein als Lehrbuch dienen könne. Es konnte daraufhin 1733 erscheinen. Malygin wurde 1734 Mathematiklehrer einer Ausbildungskompanie für Navigation.

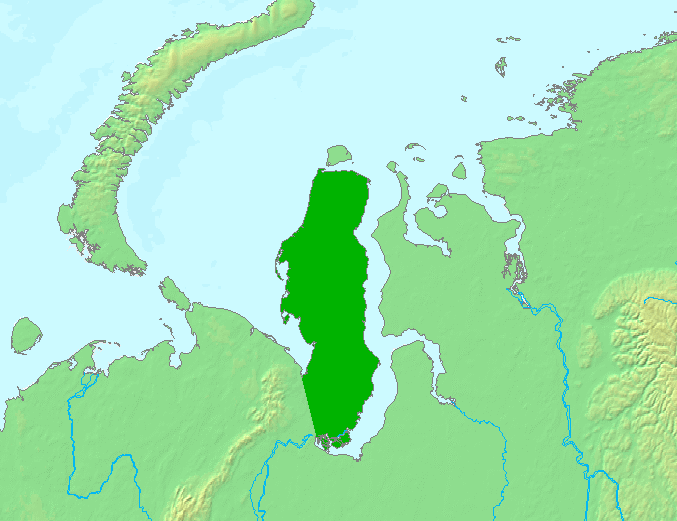
Karte des vermessenen Gebiets: von der Mündung der Petschora im Westen durch die Jugorstraße um die Jamal-Halbinsel in den Obbusen.

1733 begann die Zweite Kamtschatkaexpedition unter der Leitung von Vitus Bering. Eine zentrale Aufgabe der Unternehmung war die Kartierung der gesamten russischen Nordküste von Archangelsk bis zur Mündung des Anadyr. 1736 wurde Malygin berufen, die Leitung der Westabteilung zu übernehmen. Seine Vorgänger, Stepan Murawjew and Michail Pawlow hatten einen Teil der Arbeit bereits getan, sich aber soweit entzweit, dass es unsicher war, ob sie die Arbeit effektiv würden fortsetzen können. Außerdem gab es eine Reihe von Beschwerden von Bürgern der Stadt Pustosersk, dem damaligen Verwaltungszentrums des Petschoragebiets, denen nachgegangen werden musste. Am 25. Mai 1736 traf Malygin in Pustosersk ein und übernahm das Kommando. Im Juni liefen die Leutnants Aleksei Skuratow und Iwan Suchotin mit zwei neuen Schiffen in Archangelsk aus und vermaßen noch einige Küstenabschnitte, bevor sie sich im August auf der Insel Dolgi mit Malygin trafen. Malygin übernahm die neuen Schiffe und sah sich vor die Aufgabe gestellt, zu vollbringen, was bis dahin selten gelungen war – einen Weg um die Halbinsel Jamal in den Obbusen zu finden. Die Schiffe fuhren bei schwierigen Eisbedingungen durch die Jugorstraße in die Karasee und Malygin entschied sich, zur Überwinterung nicht zur Petschora zurückzukehren, sondern auf der Kara zu verbleiben, um die Küste der nahen Jamal-Halbinsel vom Herbst bis zum Frühling auf einer Überlandexpedition kartieren zu können. Im Juli 1737 fuhren die Schiffe die gesamte Westküste Jamals ab, und im Oktober erreichten sie Berjosowo am Ob, von wo Malygin auf dem Landweg nach Sankt Petersburg zurückkehrte, wo seine Arbeit die Anerkennung der Admiralität fand.
1738 setzte er seine Lehrtätigkeit fort, und von 1741 bis 1748 war er der Kommandeur der Ausbildungskompanie. Während des Russisch-Schwedischen Kriegs (1741–1743) befehligte Malygin ein 54-Kanonen-Schiff. 1751 wurde er Kommandant der Archangel Rafail. Als sich sein Gesundheitszustand am Beginn der 1750er Jahre verschlechterte, bat er um einen Dienstposten an Land und wurde Hafenkommandant von Riga. Während des Siebenjährigen Kriegs verblieb er auf diesem Posten und wurde anschließend Chef des Büros der Admiralität in Kasan, wo er 1764 starb.
Nach Malygin ist die Meerenge zwischen der Nordspitze der Halbinsel Jamal und der Insel Bely ebenso benannt wie mehrere Schiffe, z. B. der Eisbrecher, der sich 1931 bei der Hooker-Insel mit dem Luftschiff LZ 127 Graf Zeppelin traf, und ein Forschungsschiff der Russischen Akademie der Wissenschaften. Zudem ist er wahrscheinlicher Namensgeber für die Malygin-Nunatakker in der Antarktis.

## Werk
- Сокращённая навигация по карте де-Редукцион (deutsch: Kurzgefasste Navigation nach der Carte de Reduction), Sankt Petersburg, 1733.